# Thomas Robert Malthus
Thomas Robert Malthus (Rookery kraj Guildforda, 16. veljače 1766. – Bath, 23. prosinca 1834.), engleski demograf i politički ekonomist. Ostao je najpoznatiji po svojim pesimističnim ali krajnje utjecajnim pogledima na rast nataliteta.

## Život
Thomas Robert Malthus je rođen u bogatoj obitelji, njegov otac Danijel je bio bliski prijatelj s filozofom Davidom Humeom i poznanik s Jean-Jacques Rousseauom. Mladi je Malthus bio podučavan kod kuće dok nije otišao na Isusovački fakultet, u Cambridgeu 1784. godine. Tamo je učio mnoge predmete i dobio nagrade iz engleske deklamacije, Latinskog i Grčkog jezika, ali glavni predmet mu je bio matematika. Diplomirao je 1791. i bio je odabran prijateljem Isusovačkog fakulteta. 1797. postao je anglikanskim pastorom.
Malthus se oženio 1804. godine i imao je troje djece sa svojom ženom. 1805. godine postao je prvi britanski profesor političke ekonomije na East India Company fakultetu blizu Hertforda u Hertfordshireu, sada znanom kao Haileybury. Njegovi studenti su ga oslovljavali kao "Pop" ili "Populacijski" Malthus. 1818. odabran je kao prijatelj Kraljevskog Društva.
Thomas Robert Malthus se nije dao portretirati do 1833. jer se sramio male deformacije na usni. Tada je to ispravljeno kirurški i Malthusa se od tada smatralo naočitim

## Problemi populacije
Još u samom početku 19-tog stoljeća, problem nesrazmjera između rasta ljudske populacije i potreba za proizvodnjom hrane istakao je engleski ekonomist, filozof Maltus (Malthus, Thomas Robert), poznat po ”Zakonu” stanovništva. Taj zakon je proklamirao u ”Eseju o principima stanovništva”. Po njemu, stanovništvo se razmnožava brže nego što raste proizvodnja hrane. Uzlazni hod razmnožavanja čovječanstva ide slijedom geometrijske progresije (1, 2, 4, 8, 16, 32,...), a proizvodnja hrane linijom aritmetičke progresije (1, 2, 3, 4, 5, 6,...), pa su zato ljudi osuđeni na bijedu i siromaštvo ako se ne poduzmu mjere ograničenja porasta stanovništva. Bez tih mjera prirodne nedaće - glad, bolesti, ratovi itd. će prirodnim putem regulirati odnos između rasta populacije i proizvodnje hrane.
Cijele Malthusove teorije i eseji su ustvari plagijat Ortesovog napada na pozitivnu populacijsku teoriju Benjamina Franklina iz 1774. koju je Malthus 'obogatio' fasadom matematičkih formula tzv. 'zakonom geometrijske progresije'.
Malthus u svom eseju objašnjava kako se može postići 'idealna' ravnoteža između broja stanovnika i količine hrane:
'Sva djeca koja se rode iznad broja potrebnog za održavanje broja stanovnika na željenoj razini, neizbježno bi morala nestati, osim ako se za njih napravi mjesta smrću odraslih osoba...To mora biti aktivna politika vlasti...Trebamo potaknuti djelovanje prirode u stvaranju tog mortaliteta umjesto da ga glupo i uzaludno sprečavamo. A ako se bojimo prečestih posjeta strašnog oblika gladi, trebamo pobunama potaknuti druge oblike prisilnog i prirodnog uništenja. Umjesto preporučivanja čistoće siromašnima potaknuti suprotne navike. U našim gradovima trebamo praviti uže ulice, nagomilavati više ljudi u kuće i izazivati povratak kuge. Na selu trebamo graditi naselja blizu stajaćih voda i osobito poticati u svim močvarnim i nezdravim uvjetima. Ali iznad svega trebamo strogo osuđivati specifične lijekove protiv harajućih bolesti i one dobronamjerne ljude, koji su pak u zabludi, a koji misle da su čovječanstvu učinili uslugu time što su osmislili projekte za potpuno istrebljenje neke određene bolesti'.
Prema Malthusu, 1823. godine trebalo je biti 2 milijarde ljudi, 1848. 4 milijarde ljudi, 1873. 8 milijardi ljudi, a 1998. godine čak 256 milijardi ljudi, a hrane bi prema Malthusu 1998. godini bilo samo za 9 milijardi ljudi. Time se njegova teorija pokazala potpuno krivom, jer danas ima 8 milijardi ljudi umjesto više od 256 milijardi koliko je predvidio Malthus. Prema japanskom istraživanju, sada ima dovoljno hrane za 57 milijardi ljudi (bez novih otkrića i očekivanog napretka znanosti), a ne za 9 milijardi koliko je predvidio Malthus. Za 2100. godinu, predviđa se, da će biti 10 milijardi ljudi.

## Malthusov utjecaj
Prije se držalo da je velika plodnost ekonomska prednost, jer je povećavala broj radnika. Malthus je na to gledao drugačije i uvjerio mnoge ekonomiste da iako plodnost povećava ukupni dobitak, smanjuje dobitak po osobi. Malthusu su se divili mnogi drugi poznati ekonomisti kao David Ricardo i Alfred Marshall.
Rani Malthusov obožavatelj je bio i britanski premijer William Pitt mlađi. Ranih 1830.-ih Malthusova pisanja su snažno utjecala na Whigove reforme koje su odbacile Troyev paternalizam i dovele do Zakona Siromaha 1834. godine.
Brige oko Malthusove teorije su također promovirale nacionalni populacijski Cenzus u Velikoj Britaniji. Vladin dužnosnik John Rickman je dirigirao prvim modernim Cenzusom 1801.

## Malthus danas
Malthusovo učenje osporavali su razni socijalni teoretičari i ekonomisti i nazvali ga ”Malthusov vučji zakon”, a Malthusa svrstali u grupu ”ekonomista pesimista”.
Makar je Malthusova teorija odavno odbačena kao pogrešna, još uvijek u najrazvijenijim državama svijeta mnogi smatraju teoriju ispravnom pa se ulažu milijarde dolara za zaustavljanje rasta stanovništva u Africi, Aziji i Južnoj Americi, a humanitarna pomoć u hrani i lijekovima manja je od donacija kontracepcije i drugih sredstava kontrole rađanja.

## U popularnoj kulturi
- U distopijskom romanu Divni novi svijet engleskog književnika Aldousa Huxleyja po Malthusu su nazvane kontracepcijske vježbe kojima žene sprečavaju začeće te opasač u koji spremaju sredstva za kontracepciju.[1]